# Yordi
Jorge González Díaz, plus connu sous le nom de Yordi, né le 14 septembre 1974 à San Fernando en Espagne, est un footballeur espagnol qui évolue au poste d'attaquant.

## Biographie
Yordi dispute un total de 417 matchs en championnat, inscrivant 131 buts. Il joue notamment 249 matchs en première division espagnole, marquant 68 buts, et 230 matchs en deuxième division espagnole, inscrivant 92 buts.
Il réalise ses meilleures performances lors des saisons 1996-1997 et 2007-2008, où il inscrit respectivement 19 et 20 buts en deuxième division espagnole. 
Avec le club du Real Saragosse, il joue six matchs en Coupe de l'UEFA, inscrivant quatre buts. Il est l'auteur d'un doublé contre le club polonais du Wisła Cracovie le 14 septembre 2000.

## Palmarès

### En club
Yordi remporte trois trophées au cours de sa carrière. Il remporte à deux reprises la Coupe du roi avec le Real Saragosse, en 2001 et 2004. Lors de son passage à Blackburn, il remporte la Coupe de la Ligue en 2002.

### Personnel
Yordi remporte le trophée Pichichi du meilleur buteur de deuxième division espagnole en 1997 et en 2008.